# Museo Nacional de las Fuerzas de Seguridad
El Museo Nacional de las Fuerzas de Seguridad (en inglés: National Law Enforcement Museum) es un museo subterráneo adyacente al Memorial a los Oficiales de las Fuerzas de Seguridad (National Law Enforcement Officers Memorial) en Washington D. C., Estados Unidos. El museo abarca todos aspectos de las fuerzas del orden de Estados Unidos, tanto locales como estatales y federales, ofreciendo exhibiciones interactivas, colecciones de más de 20 000 objetos y artefactos –tanto históricos como contemporáneos– en uso por las distintas ramas del servicio, y un espacio dedicado a la investigación y programas educativos.
El museo se inauguró el 13 de octubre de 2018. Está instalado en un pabellón subterráneo, a 18 metros de profundidad, con dos entradas y una extensión de 5100 metros cuadrados de espacio de exhibición. Tanto el museo como el memorial homónimo son proyectos del Fondo para el Memorial a los Oficiales de las Fuerzas de Seguridad, que tiene como objetivo reunir y analizar las estadísticas sobre los fallecidos en servicio de las fuerzas de seguridad públicas.

## Historia
Ya en 2000 el Congreso de los Estados Unidos autorizó la construcción de un museo nacional que contara la historia de las fuerzas de seguridad pública de Estados Unidos. El proyecto de ley, llamada Ley del Museo Nacional de las Fuerzas de Seguridad, aprobado por el entonces presidente Bill Clinton, recogía además la inclusión de una sala conmemorativa donde se publicarían los nombres e historias personales de los agentes caídos. El obligatorio proceso de revisión pública (public review process) para la aprobación de la construcción en el sitio elegido duró cinco años.
En octubre de 2010 se colocó la piedra inaugural del museo con la participación del Fiscal general de Estados Unidos, la secretaria de Seguridad Nacional y algunos otros distinguidos invitados. La mayor parte de las donaciones privadas –unos 60 millones de dólares– se recaudaron en los dos años siguientes.
El 28 de febrero de 2014 se presentó una proposición de ley para enmendar la Ley del Museo Nacional de las Fuerzas de Seguridad con el fin de prolongar la fecha de terminación de la construcción de museo. Dicho documento se firmó el 16 de mayo de ese año, extendiendo el permiso para construir sobre terreno federal en la capital estadounidense hasta el 9 de noviembre de 2016.

## Exhibición

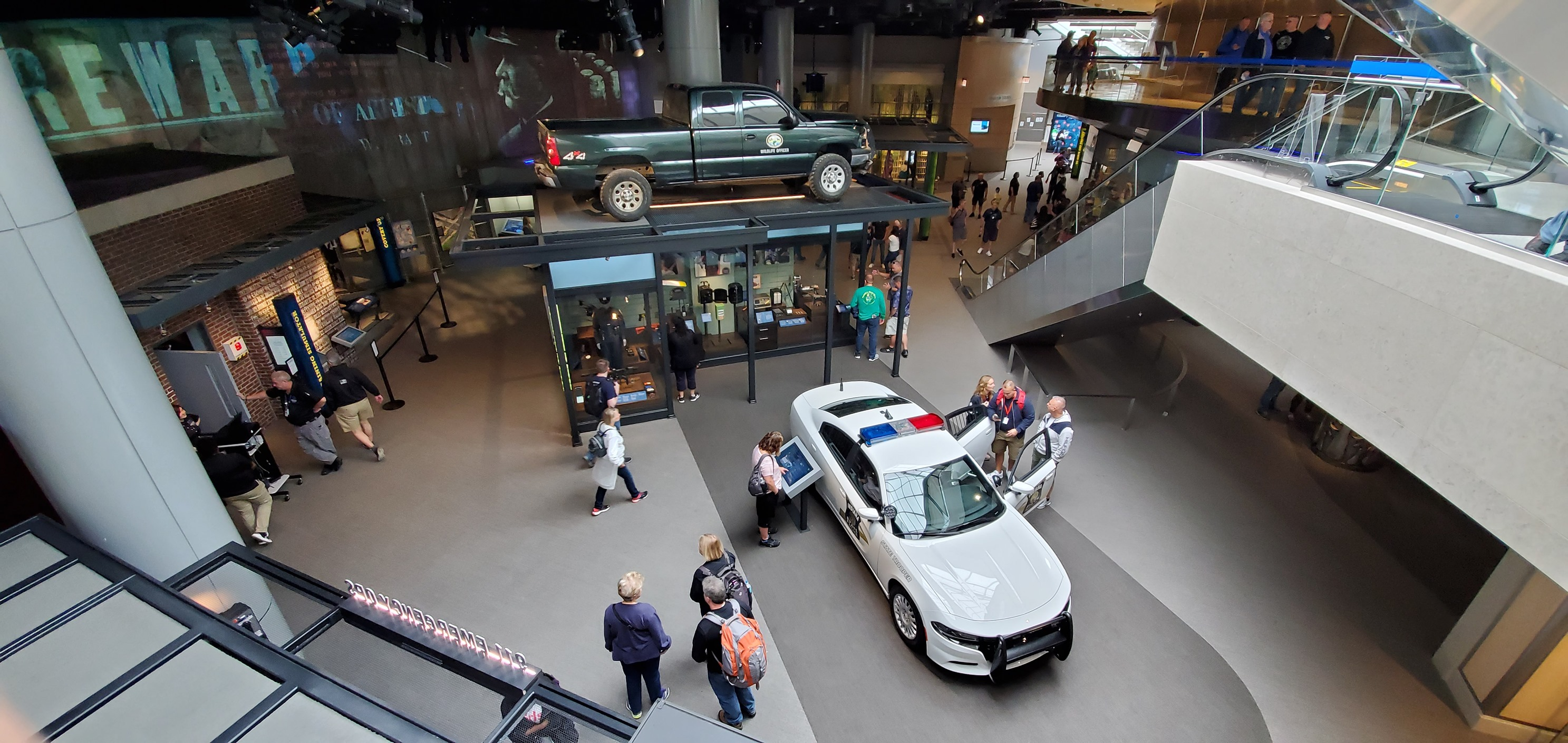
Sala de exhibición del Museo Nacional de las Fuerzas de Seguridad

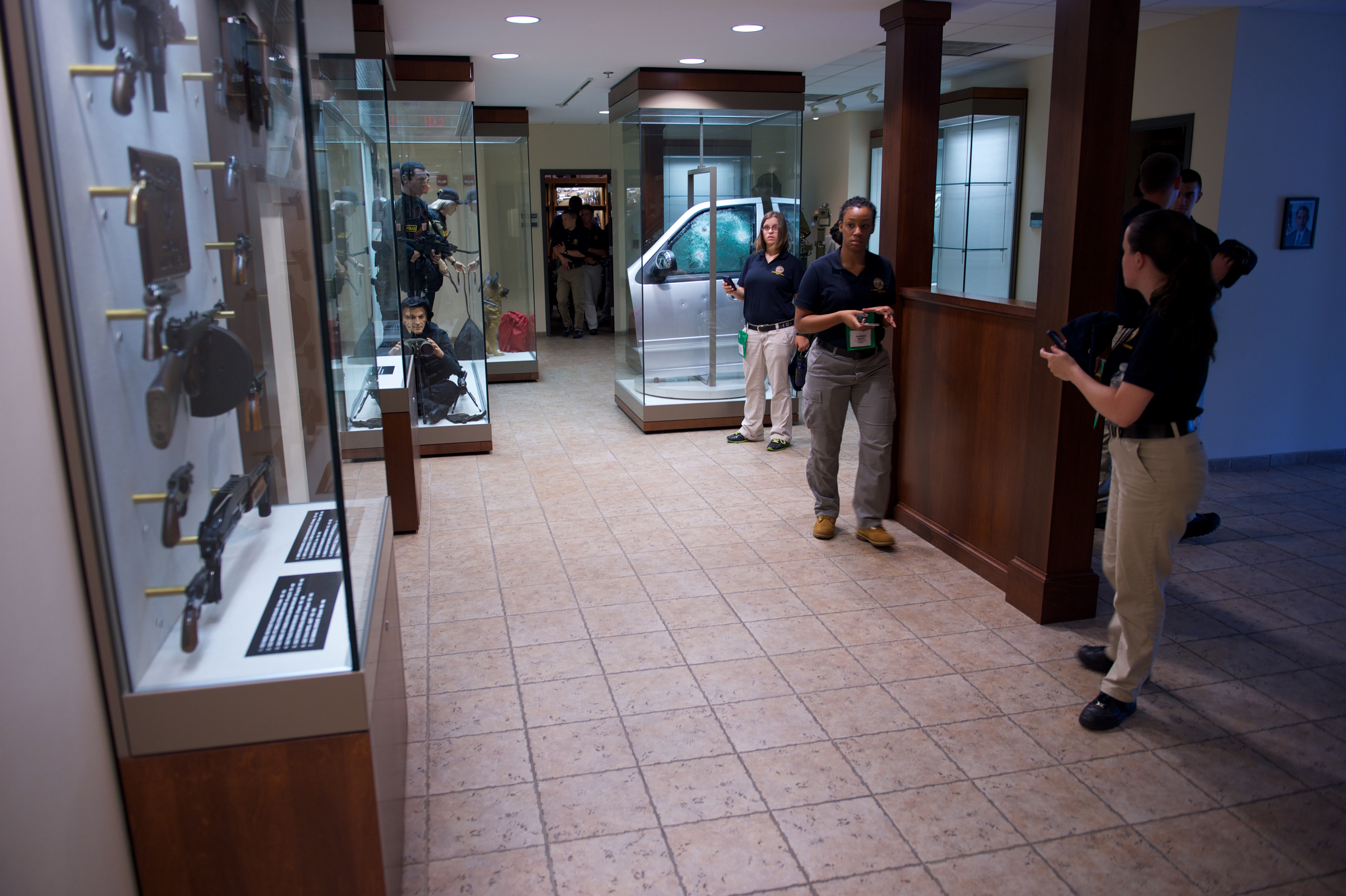
La Galería de Armas en el Museo Nacional de las Fuerzas de Seguridad

El museo cuenta con varias galerías permanentes y una galería que sirve pare exposiciones periódicas y temporales. Los objetos exhibidos incluyen desde armas a vehículos de policía.
Ente las piezas más destacadas cabe mencionar el helicóptero policial que respondió a las llamadas de emergencia del vuelo 90 de Air Florida, que se estrelló en 1982 sobre del río Potomac; las pertenencias personales de John Edgar Hoover, primer director de la Oficina Federal de Investigación de los Estados Unidos (FBI); numerosas pruebas criminales relacionadas con famosos casos, como las recogidas por la unidad de francotiradores de la policía de Washington D. C. en la escena de los tiroteos de Beltway (octubre de 2002); numerosos objetos relacionados con la Ley seca, y particularmente con el agente federal del tesoro Eliot Ness y su equipo de «intocables»; o las esposas usadas durante la detención del asesino de origen palestino Sirhan Sirhan tras disparar a Robert F. Kennedy en junio de 1968.
También se exhiben piezas de eventos clásicos de la historia de Estados Unidos, desde el Viejo Oeste a las mafias sicilianas de la década de 1930. Entre otros, se incluyen la placa, el revólver y el monedero del Sheriff Pat Garrett, famoso por haber matado a Billy the Kid en 1881; la placa y escrito de órdenes de Ted Hinton, uno de los agentes del Cuerpo de Alguaciles que tendieron la emboscada a los fugitivos Bonnie y Clyde en Luisiana el 23 de mayo de 1934; o un chaleco antibalas usado por Al Capone en 1930.
Una de las exhibiciones, enfocada a la ficción y el cine policíaco, incluye piezas como el uniforme usado por RoboCop en la película de 1987, o la sudadera llevada por el personaje de Jack Bauer en la serie de televisión 24.

## Críticas
Los planes originales del Museo Nacional de las Fuerzas de Seguridad, plasmados en un proyecto de ley de 2000, se dieron en una época de relativa alta estima hacia las fuerzas de orden públicas. Tras los atentados del 11 de septiembre de 2001, donde murieron 60 agentes de policía en servicio, tanto policías como bomberos disfrutaban durante tiempo del estatus de héroes nacionales. Ello propició que los planes del museo pudieran contar con importantes donaciones durante esos años.
Sin embargo, los largos años transcurridos hasta su inauguración, coincidiendo con tiempos difíciles para los cuerpos de policía estadounidenses en términos de popularidad, con polémicas actuaciones –sobre todo con respecto a la población afroamericana–, hicieron que su inauguración se tomara por muchos como propaganda policial («copaganda»). Un estudio de 2019 concluyó que el museo no era popular entre la población local, cosa que solo empeoraría con las protestas por la muerte de George Floyd. Un artículo en The Washington Post dictaminó que el museo ha perdido oportunidades de hacerse más relevante, sobre todo por falta de un contexto más amplio de sus exposiciones, mientras que, por su parte, la revista económica Bloomberg Businessweek informó que se espera que el museo no pueda hacer frente al pago de parte de los 103 millones de dólares prestados en 2016.